# Billboardlistans förstaplaceringar 2017

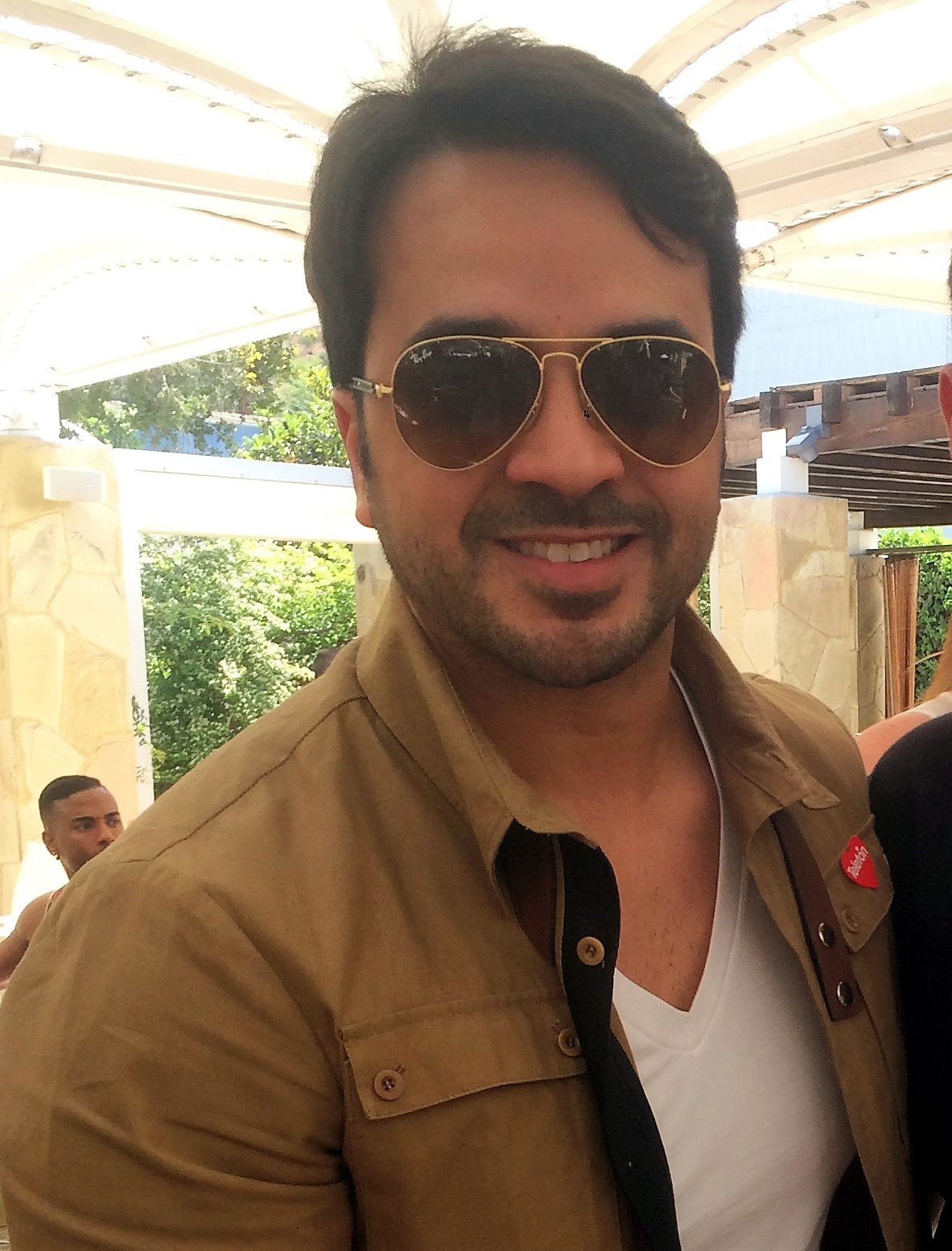
Luis Fonsi

Billboardlistans förstaplaceringar 2017 innebar att tolv olika artister fick sin första singeletta i USA på Billboards lista Billboard Hot 100, som huvudartist eller "featuring": Daft Punk, Migos, Lil Uzi Vert, Ed Sheeran, DJ Khaled, Quavo, Chance The Rapper, Luis Fonsi, Daddy Yankee, Cardi B, Post Malone och 21 Savage.
Den låten som låg längst detta år var "Despacito" av Luis Fonsi, Daddy Yankee och Justin Bieber. Den låg där i 16 veckor, vilket gör det till låten som legat längst som etta på Billboard tillsammans med "One Sweet Day" av Boys II Men och Mariah Carey. Trots detta blev istället "Shape Of You" av Ed Sheeran etta på årsslutlistan 2017.  Det blev även den första låten på ett annat språk än engelska sedan 1996 då "Macarena" av Los Del Rio toppade listan då.
DJ Khaled debuterade på plats nummer 1 med låten "I’m The One" och det blev den tjugoåttonde låten att göra det och det tredje samarbetet att göra det.
Cardi B blev den första kvinnliga solorapparen att toppa Billboard sedan Lauryn Hill gjorde det 1998 med låten "Doo Wop (That Thing)", då Bodak Yellow toppade listan.

## Listhistorik
| Datum        | Låt                        | Artist(er)                                                                | Referens |
| ------------ | -------------------------- | ------------------------------------------------------------------------- | -------- |
| 7 januari    | "Starboy"                  | The Weeknd featuring Daft Punk                                            | [ 2 ]    |
| 14 januari   | "Black Beatles"            | Rae Sremmurd featuring Gucci Mane                                         | [ 3 ]    |
| 21 januari   | "Bad and Boujee"           | Migos featuring Lil Uzi Vert                                              | [ 4 ]    |
| 28 januari   | "Shape of You"             | Ed Sheeran                                                                | [ 5 ]    |
| 4 februari   | "Bad and Boujee"           | Migos featuring Lil Uzi Vert                                              | [ 6 ]    |
| 11 februari  | "Bad and Boujee"           | Migos featuring Lil Uzi Vert                                              | [ 7 ]    |
| 18 februari  | "Shape of You"             | Ed Sheeran                                                                | [ 8 ]    |
| 25 februari  | "Shape of You"             | Ed Sheeran                                                                | [ 9 ]    |
| 4 mars       | "Shape of You"             | Ed Sheeran                                                                | [ 10 ]   |
| 11 mars      | "Shape of You"             | Ed Sheeran                                                                | [ 11 ]   |
| 18 mars      | "Shape of You"             | Ed Sheeran                                                                | [ 12 ]   |
| 25 mars      | "Shape of You"             | Ed Sheeran                                                                | [ 13 ]   |
| 1 april      | "Shape of You"             | Ed Sheeran                                                                | [ 14 ]   |
| 8 april      | "Shape of You"             | Ed Sheeran                                                                | [ 15 ]   |
| 15 april     | "Shape of You"             | Ed Sheeran                                                                | [ 16 ]   |
| 22 april     | "Shape of You"             | Ed Sheeran                                                                | [ 17 ]   |
| 29 april     | "Shape of You"             | Ed Sheeran                                                                | [ 18 ]   |
| 6 maj        | "Humble"                   | Kendrick Lamar                                                            | [ 19 ]   |
| 13 maj       | "That's What I Like"       | Bruno Mars                                                                | [ 20 ]   |
| 20 maj       | "I'm the One"              | DJ Khaled featuring Justin Bieber, Quavo, Chance the Rapper och Lil Wayne | [ 21 ]   |
| 27 maj       | "Despacito"                | Luis Fonsi och Daddy Yankee featuring Justin Bieber                       | [ 22 ]   |
| 3 juni       | "Despacito"                | Luis Fonsi och Daddy Yankee featuring Justin Bieber                       | [ 23 ]   |
| 10 juni      | "Despacito"                | Luis Fonsi och Daddy Yankee featuring Justin Bieber                       | [ 24 ]   |
| 17 juni      | "Despacito"                | Luis Fonsi och Daddy Yankee featuring Justin Bieber                       | [ 25 ]   |
| 24 juni      | "Despacito"                | Luis Fonsi och Daddy Yankee featuring Justin Bieber                       | [ 26 ]   |
| 1 juli       | "Despacito"                | Luis Fonsi och Daddy Yankee featuring Justin Bieber                       | [ 27 ]   |
| 8 juli       | "Despacito"                | Luis Fonsi och Daddy Yankee featuring Justin Bieber                       | [ 28 ]   |
| 15 juli      | "Despacito"                | Luis Fonsi och Daddy Yankee featuring Justin Bieber                       | [ 29 ]   |
| 22 juli      | "Despacito"                | Luis Fonsi och Daddy Yankee featuring Justin Bieber                       | [ 30 ]   |
| 29 juli      | "Despacito"                | Luis Fonsi och Daddy Yankee featuring Justin Bieber                       | [ 31 ]   |
| 5 augusti    | "Despacito"                | Luis Fonsi och Daddy Yankee featuring Justin Bieber                       | [ 32 ]   |
| 12 augusti   | "Despacito"                | Luis Fonsi och Daddy Yankee featuring Justin Bieber                       | [ 33 ]   |
| 19 augusti   | "Despacito"                | Luis Fonsi och Daddy Yankee featuring Justin Bieber                       | [ 34 ]   |
| 26 augusti   | "Despacito"                | Luis Fonsi och Daddy Yankee featuring Justin Bieber                       | [ 35 ]   |
| 2 september  | "Despacito"                | Luis Fonsi och Daddy Yankee featuring Justin Bieber                       | [ 36 ]   |
| 9 september  | "Despacito"                | Luis Fonsi och Daddy Yankee featuring Justin Bieber                       | [ 37 ]   |
| 16 september | "Look What You Made Me Do" | Taylor Swift                                                              | [ 38 ]   |
| 23 september | "Look What You Made Me Do" | Taylor Swift                                                              | [ 39 ]   |
| 30 september | "Look What You Made Me Do" | Taylor Swift                                                              | [ 40 ]   |
| 7 oktober    | "Bodak Yellow"             | Cardi B                                                                   | [ 41 ]   |
| 14 oktober   | "Bodak Yellow"             | Cardi B                                                                   | [ 42 ]   |
| 21 oktober   | "Bodak Yellow"             | Cardi B                                                                   | [ 43 ]   |
| 28 oktober   | "Rockstar"                 | Post Malone featuring 21 Savage                                           | [ 44 ]   |
| 4 november   | "Rockstar"                 | Post Malone featuring 21 Savage                                           | [ 45 ]   |
| 11 november  | "Rockstar"                 | Post Malone featuring 21 Savage                                           | [ 46 ]   |
| 18 november  | "Rockstar"                 | Post Malone featuring 21 Savage                                           | [ 47 ]   |
| 25 november  | "Rockstar"                 | Post Malone featuring 21 Savage                                           | [ 48 ]   |
| 2 december   | "Rockstar"                 | Post Malone featuring 21 Savage                                           | [ 49 ]   |
| 9 december   | "Rockstar"                 | Post Malone featuring 21 Savage                                           | [ 50 ]   |
| 16 december  | "Rockstar"                 | Post Malone featuring 21 Savage                                           | [ 51 ]   |
| 23 december  | "Perfect"                  | Ed Sheeran duett med Beyoncé                                              | [ 52 ]   |
| 30 december  | "Perfect"                  | Ed Sheeran duett med Beyoncé                                              | [ 53 ]   |